# Camponotus turkestanus
Camponotus turkestanus (лат.) — вид земляных муравьёв рода Camponotus из подсемейства формицины (Formicidae).

## Распространение
Центральная Палеарктика: Афганистан, Израиль, Казахстан, Киргизия, Китай, Монголия, Россия (Астраханская область), Туркмения. Полупустыни, степи.

## Описание
Земляные муравьи. Голова, грудка и брюшко в основном жёлтого цвета. Среднего размера, рабочие и солдаты длиной 5-12 мм; самки — 12-13 мм; самцы — 7-8 мм. Скапус усиков длинный, выходит за пределы затылочного края головы. Нижняя сторона головы без волосков. На щеках, голенях ног и на скапусе отстоящие волоски отсутствуют. Передний край клипеуса с прямоугольной лопастью, которая выступает вперёд за передние углы головы. Грудь в профиль равномерно выпуклая. Проподеум без поперечного вдавления, округлый и без эпинотальных шипиков или зубцов.
Стебелёк между грудкой и брюшком состоит из одного членика (петиолюс), несущего вертикальную чешуйку. Гнездятся в земляных муравейниках (гнёзда со сложной поверхностно-горизонтальной системой). Ночной зоонекрофаг. Брачный лёт крылатых половых особей (молодых самок и самцов) в Туркмении наблюдается в июне, августе.

## Систематика
Вид был впервые описан в 1882 году под первоначальным названием Camponotus sylvaticus var. turkestanus André, 1882 и в 1925 году включён в состав подрода Tanaemyrmex вместе с такими видами как Camponotus turkestanicus, Camponotus aethiops, Camponotus xerxes и Camponotus fedtschenkoi.